# Jüdischer Friedhof (Człopa)

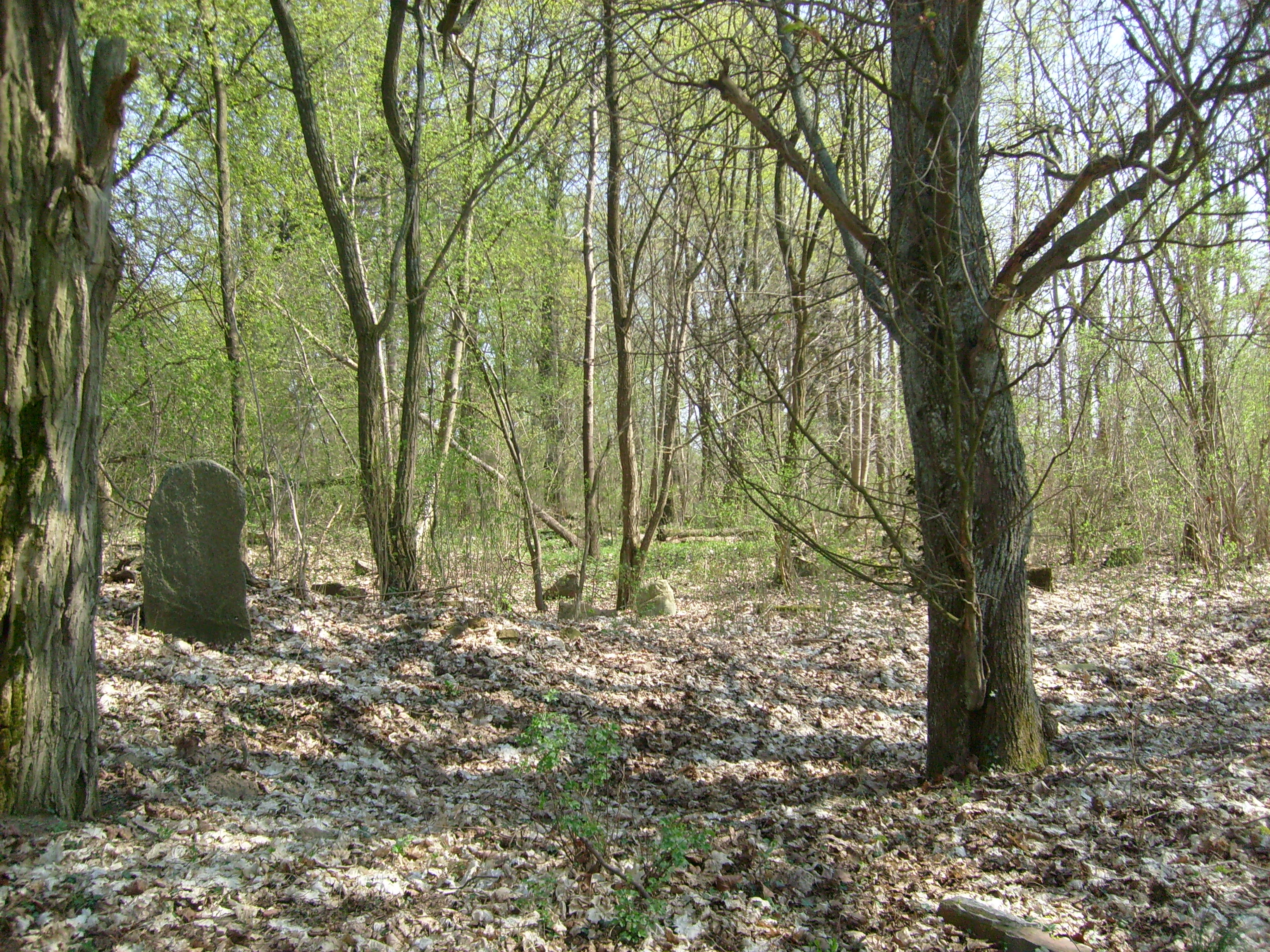
Jüdischer Friedhof in Człopa

Der Jüdische Friedhof in Człopa (deutsch Schloppe), einer polnischen Stadt im Powiat Wałecki in der Woiwodschaft Westpommern, wurde Anfang des 17. Jahrhunderts angelegt. Der jüdische Friedhof nördlich der Stadt ist seit 1992 ein geschütztes Kulturdenkmal.
Auf dem Friedhof sind nur noch wenige Grabsteine erhalten. Das Gelände ist fast völlig von der Vegetation überwuchert.